# 2012년 지바현 동쪽 해역 지진
2012년 지바현 동쪽 해역 지진(일본어: 千葉県東方沖地震)은 2012년 3월 14일 21시 5분, 일본 지바현 동쪽 해역에서 일어난 일본 기상청 규모 M6.1, 모멘트 규모 Mw6.0의 지진이다. 이 지진은 2011년 3월 11일 일어났던 도호쿠 지방 태평양 해역 지진의 여진이다. 지진으로 쓰나미주의보나 경보가 발령되진 않았다.
한편 이 지진이 일어나기 약 3시간 전인 18시 8분 산리쿠 북부에서 규모 M6.9, 최대진도 4의 지진이 발생하였으나 지바현 지진과의 연관성은 불명확하다.
이 지진으로 후나바시시에서 95세 여성이 사망하였으며 기사라즈시에서는 지진으로 대피 도중 1명이 부상을 입었다.

## 진도
진도5약 이상의 흔들림을 감지한 곳은 다음과 같다.
| 진도 | 도도부현   | 시구정촌 |
| ---- | ---------- | -------- |
| 5강  | 이바라키현 | 가미스시 |
| 5강  | 지바현     | 조시시   |
| 5약  | 이바라키현 | 히타치시 |
| 5약  | 지바현     | 아사히시 |

## 같이 보기
- 2012년 3월 산리쿠 해역 지진